# Garantie de prêt
Une garantie de prêt est une promesse faite par un garant d'assumer une créance d'un emprunteur si celui-ci ne peut pas la rembourser, et fait donc défaut de paiement. 
L'aval est un type de garantie de crédit pratiqué pour les effets de commerce. L'étymologie d'aval est probablement l'hawala d'origine islamique.